# 2015-ös ENSZ klímaváltozási konferencia

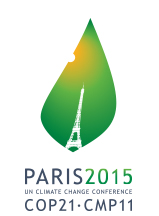

A 2015-ös ENSZ klímaváltozási konferenciát (2015 United Nations Climate Change Conference) a Párizs melletti Le Bourget településen tartották meg november 30. és december 12. között. Ez volt a 21. éves ülése (COP 21) az 1992-ben aláírt ENSZ éghajlatváltozási keretegyezménynek (UNFCCC) és a Kiotói jegyzőkönyvet aláíró országok 11. találkozója. A találkozó célja a világ minden országára kiterjedő jogilag kötelező erejű általános egyezmény megalkotása volt a klímaváltozás ügyében.

## Az egyezmény ratifikálása
Az egyezmény életbelépéséhez (a konferencia befejezése után) legalább az üvegházhatású gázok 55%-át kibocsátó 55 ország ratifikálására van szükség. 2016. szeptember 1-éig azonban csak 23 ország, köztük Európában elsőként Magyarország parlamentje fogadta el a megállapodást.
Korunkban Kína a legnagyobb széndioxid-kibocsátó a világon. A kínai parlament 2016. szeptember 3-án ratifikálta az egyezményt, majd még aznap bejelentették, hogy az Egyesült Államok is csatlakozott a megállapodáshoz. Az elfogadást közvetlenül a G20-ak Kínában szeptember 5-én megnyíló csúcsértekezlete elé időzítették. A világ két nagy kibocsátójának – Kína (24%) és az USA (17,9%) – egyeztetett lépése jelentősen felgyorsítja az elfogadás folyamatát szerte a világon.

## Fordítás
- Ez a szócikk részben vagy egészben  a(z)   2015 United Nations Climate Change Conference című angol Wikipédia-szócikk ezen változatának fordításán alapul.  Az eredeti cikk szerkesztőit annak laptörténete sorolja fel. Ez a jelzés csupán a megfogalmazás eredetét és a szerzői jogokat jelzi, nem szolgál a cikkben szereplő információk forrásmegjelöléseként.